# 응우옌꽁주언
응우옌꽁주언(阮公笋, Nguyễn Công Duẩn, 1404년 ~ ?)은 대월 후 레 왕조 시기의 인물로 응우옌씨 정권의 기틀을 마련한 응우옌낌의 증조부이다. 아버지는 소광후(昭光侯)에 봉해진 응우옌쯔(阮儲)이다.

## 생애
1404년 태어났으며 생전의 자세한 행적은 전해지지 않으나 굉국공(宏國公)에 봉해졌다고 한다. 응우옌꽁주언의 고조부인 논근공(論勤公) 완명유(阮明俞) 이후 3대 동안 공작위를 회복하지 못했으나 완공순 대에 이르러 공작위를 회복했고 이후 응우옌씨 집안은 세가(世家)로써 명망을 쌓게 되었다.
완공순이 언제 죽었는지는 전해지지 않으며 부국공에 봉해진 응우옌니으짝은 완공순의 4남이다.

## 계보

### 조상
- 12대조: 응우옌박
- 11대조: 완저(阮低)
- 10대조: 완원(阮遠)
- 비조부: 완봉(阮奉)
- 원조부: 응우옌논
- 태조부: 완세사(阮世賜)
- 열조부: 완납화(阮納和, ? ~ 1377)
- 현조부: 완공률(阮公律, ? ~ 1388)
- 고조부: 논근공 완명유
- 증조부: 완판(阮汴)
- 조부: 완점(阮佔)
- 부친: 소광후 완저
- 모후: 불명

### 후손
- 공비: 굉국공부인(宏國公夫人) 매씨영(枚氏映)
- 장남: 정국공(貞國公) 완덕충(阮德忠, 1407 ~ 1477)
  - 손녀: 휘가황태후(徽嘉皇太后)
- ?남: 상국공(爽國公) 응우옌반로(阮文𠐔)
- 4남: 부국공 응우옌반르우